# 奈良岡功大
奈良岡功大（日语：／ Naraoka Kōdai，2001年6月30日—），來自青森縣，日本羽毛球男运动员，日本國家羽毛球隊A队成員。現就讀日本大學，為國際管理集團日本分部旗下選手。

## 簡歷
奈良岡功大出生自青森縣，五歲開始在父親執教的浪岡少年羽毛球俱樂部接受訓練，後就讀青森市立浪岡中學、青森市立浪岡高中，高中畢業後就讀日本大学，並成為國際管理集團日本分部（IMG Japan）旗下選手。
2016年11月，奈良岡功大代表日本隊出戰西班牙毕尔巴鄂舉行的世界青年羽毛球錦標賽，在率先進行的混合团体赛中，日本队取得铜牌；而在單打賽事中，奈良岡功大以0比2（17-21、18-21）不敌赛会7号种子法国的小托馬·波波夫，止步于16强。
2017年9月，奈良岡功大出戰越南羽毛球大獎賽。在男單準决赛中，面对赛会3号种子、泰国的科希特·佩尔帕达布，奋战三局以1比2 （21-12、19-21、10-21）不敌对手。同年10月，奈良岡功大代表日本隊出戰印尼日惹舉行的世界青年羽毛球錦標賽，在率先進行的混合团体赛中，日本队取得铜牌；而在單打賽事中，奈良岡功大以0比2（14-21、20-22）不敌赛会4号种子马来西亚的梁峻豪，赢得铜牌。
2018年4月，奈良岡功大出戰大阪羽毛球國際挑戰賽。在男單决赛中，成功与赛会2号种子的队友五十嵐優会师，以0比2 （17-21、12-21）落败。同年10月，他代表日本参加阿根廷布宜諾斯艾利斯举办的2018年青年奧運會，男单半决赛中，在决胜局一度落后多达11分的情况下险些完成大逆转，最终以1比2（21-14、15-21、22-24）惜败印度选手拉克什亚；而在最后一天进行的三四名决赛中，奈良岡功大仍然苦战三局，以2比1（21-17、24-26、22-20）的惊险比分击败了新科欧洲青年组冠军法国选手阿諾·梅克爾，夺得男单铜牌。随后又在混合团体三四名决赛中，帮助所在“Theta”队伍获得团体铜牌。同年11月，他代表日本参加加拿大萬錦市举办的世界青年羽毛球錦標賽，在率先进行的团体赛，助日本队赢得混团季军；在男单决赛以0比2（9-21、11-21）不敌赛会头号种子、卫冕冠军的昆拉武特·威提讪，赢得世青赛男子单打亚军。同年12月，他出战美國羽毛球國際挑戰賽，在男单决赛以1比2（14-21、21-14、15-21）不敌队友的渡邊航貴，赢得亚军。
2019年2月，奈良岡功大以二号种子身份出战老挝羽毛球国际系列赛，最终与一号种子选手古贺穗会师男单决赛，并以22-20、22-20的比分战胜对手，取得个人在国际赛场的首个冠军。同年3月，他出战牙買加羽毛球國際賽，在男单决赛以2比0（21-17、21-8）击败了赛会头号种子、危地马拉名将的凯文·科登，夺得第二个國際系列賽男单冠军。6月，奈良岡功大以六号种子身份出战蒙古國羽毛球國際賽，半决赛以21-16、21-8的比分击败世界排名第40的头号种子薩凡卡爾·戴伊，6月30日，奈良岡功大在决赛场上面对同龄“苦主”世界排名57的二号种子昆拉武特·威提讪。最终苦战1小时10分钟，以9-21、21-17、23-21的比分惊险战胜对手，在自己18周岁生日之际加冕个人首个国际挑战赛冠军。
2022年是奈良岡崛起的一年，先在韓國羽毛球大師賽收下生涯首個超級賽獎盃，又在年中的新加坡羽毛球公開賽闖進決賽，最終直落二不敵安东尼·金廷，緊接著在越南羽毛球公開賽收下生涯首個超級賽冠軍，並在丹麥羽毛球公開賽，法國羽毛球公開賽賽皆闖入半決賽，這也讓他排名迅速從年初的48名上到15名，成為日本現役男單一哥。

## 主要比賽成績
只列出曾進入準決賽的國際賽事成績：
| 年份   | 賽事                       | 公開賽級別 | 項目     | 成績   |
| ------ | -------------------------- | ---------- | -------- | ------ |
| 2016年 | 世界青年羽毛球錦標賽       | 其他       | 混合團體 | 季軍   |
| 2017年 | 亞洲青年羽毛球錦標賽       | 其他       | 混合團體 | 季軍   |
| 2017年 | 越南羽毛球大獎賽           | 大獎賽     | 男子單打 | 準決賽 |
| 2017年 | 世界青年羽毛球錦標賽       | 其他       | 混合團體 | 季軍   |
| 2017年 | 世界青年羽毛球錦標賽       | 其他       | 男子單打 | 季軍   |
| 2018年 | 大阪羽毛球國際挑戰賽       | 國際挑戰賽 | 男子單打 | 亞軍   |
| 2018年 | 青年奧林匹克運動會羽球比賽 | 其他       | 混合團體 | 铜牌   |
| 2018年 | 青年奧林匹克運動會羽球比賽 | 其他       | 男子單打 | 铜牌   |
| 2018年 | 世界青年羽毛球錦標賽       | 其他       | 混合團體 | 季軍   |
| 2018年 | 世界青年羽毛球錦標賽       | 其他       | 男子單打 | 亞軍   |
| 2018年 | 美國羽毛球國際挑戰賽       | 國際挑戰賽 | 男子單打 | 亞軍   |
| 2019年 | 老挝羽毛球国际系列赛       | 國際系列賽 | 男子单打 | 冠军   |
| 2019年 | 牙買加羽毛球國際賽         | 國際系列賽 | 男子单打 | 冠军   |
| 2019年 | 越南羽毛球國際挑戰賽       | 國際挑戰賽 | 男子單打 | 準決賽 |
| 2019年 | 蒙古國羽毛球國際賽         | 國際挑戰賽 | 男子單打 | 冠军   |
| 2019年 | 俄羅斯羽毛球公開賽         | 超級100賽  | 男子單打 | 準決賽 |
| 2019年 | 杜拜羽毛球國際挑戰賽       | 國際挑戰賽 | 男子單打 | 冠軍   |
| 2019年 | 馬來西亞羽毛球國際挑戰賽   | 國際挑戰賽 | 男子單打 | 準決賽 |
| 2019年 | 美國羽毛球國際挑戰賽       | 國際挑戰賽 | 男子單打 | 冠軍   |
| 2020年 | 亞洲羽毛球團體錦標賽       | 其他       | 男子團體 | 季軍   |
| 2021年 | 汤姆斯盃                   | 其他       | 男子團體 | 季軍   |
| 2022年 | 韓國羽毛球大師賽           | 超級300賽  | 男子單打 | 亞軍   |
| 2022年 | 湯姆斯盃                   | 其他       | 男子團體 | 季軍   |
| 2022年 | 泰國羽毛球公開賽           | 超級500賽  | 男子單打 | 準決賽 |
| 2022年 | 新加坡羽毛球公開賽         | 超級500賽  | 男子單打 | 亞軍   |
| 2022年 | 台北羽毛球公開賽           | 超級300賽  | 男子單打 | 亞軍   |
| 2022年 | 越南羽毛球公開賽           | 超級100賽  | 男子單打 | 冠軍   |
| 2022年 | 丹麥羽球公開賽             | 超級750賽  | 男子單打 | 準決賽 |
| 2022年 | 法國羽毛球公開賽           | 超級750賽  | 男子單打 | 準決賽 |
| 2022年 | 澳洲羽毛球公開賽           | 超級300賽  | 男子單打 | 準決賽 |
| 2022年 | 世界羽聯世界巡迴賽總決賽   | 總決賽     | 男子單打 | 準決賽 |
| 2023年 | 馬來西亞羽毛球公開賽       | 超級1000賽 | 男子單打 | 亞軍   |
| 2023年 | 蘇迪曼盃                   | 其他       | 混合團體 | 季軍   |
| 2023年 | 新加坡羽毛球公開賽         | 超級750賽  | 男子單打 | 準決賽 |
| 2023年 | 加拿大羽毛球公開賽         | 超級500賽  | 男子單打 | 準決賽 |
| 2023年 | 韓國羽毛球公開賽           | 超級500賽  | 男子單打 | 準決賽 |
| 2023年 | 日本羽毛球公開賽           | 超級750賽  | 男子單打 | 準決賽 |
| 2023年 | 世界羽毛球錦標賽           | 其他       | 男子單打 | 亞軍   |
| 2023年 | 亞洲運動會羽毛球比賽       | 其他       | 男子團体 | 銅牌   |
| 2023年 | 亞洲運動會羽毛球比賽       | 其他       | 男子單打 | 銅牌   |
| 2023年 | 中國羽球大師賽             | 超級750賽  | 男子單打 | 冠軍   |
| 2024年 | 印度羽毛球公開賽           | 超級750賽  | 男子單打 | 準決賽 |
| 2024年 | 亞洲羽毛球錦標賽           | 其他       | 男子單打 | 季軍   |
| 2024年 | 澳洲羽毛球公開賽           | 超級500賽  | 男子單打 | 亞軍   |
| 2024年 | 日本羽球公開賽             | 超級750賽  | 男子單打 | 準決賽 |
| 2024年 | 中國羽毛球公開賽           | 超級1000賽 | 男子單打 | 亞軍   |
| 2025年 | 馬來西亞羽毛球公開賽       | 超級1000賽 | 男子單打 | 準決賽 |
| 2025年 | 蘇迪曼盃                   | 其他       | 混合團體 | 季軍   |
| 2025年 | 馬來西亞羽毛球大師賽       | 超級500賽  | 男子單打 | 準決賽 |
| 2025年 | 加拿大羽球公開賽           | 超級300賽  | 男子單打 | 準決賽 |

| 2007-2017年 | 首要超級賽 | 超級賽 | 黃金大獎賽 | 大獎賽 | 國際挑戰賽 | 國際系列賽 | 未來系列賽 | 其他 |

| 2018-2026年 | 總決賽 | 超級1000賽 | 超級750賽 | 超級500賽 | 超級300賽 | 超級100賽 | 國際挑戰賽 | 國際系列賽 | 未來系列賽 | 其他 |

### 奧運會和世錦賽參賽紀錄
|          | 2022 | 2023 | 2024 |
| -------- | ---- | ---- | ---- |
| 男子單打 | 32強 | 亞軍 | 16強 |

## 主要對賽紀錄
奈良岡功大與主要對手的對賽成績如下（只列出對賽五次或以上對手，截至2025年1月9日）：
| 對手            | 對賽次數 | 對賽結果 | 對賽結果 | 勝差 |
| 對手            | 對賽次數 | 勝       | 負       | 勝差 |
| --------------- | -------- | -------- | -------- | ---- |
| 石宇奇          | 12       | 4        | 8        | -4   |
| 安德斯·安东森   | 9        | 4        | 5        | -1   |
| 昆拉武特·威提讪 | 9        | 4        | 5        | -1   |
| 普蘭諾伊·H·S    | 7        | 6        | 1        | +5   |
| 林俊易          | 8        | 7        | 1        | +6   |
| 安賽龍          | 6        | 0        | 6        | -6   |
| 李诗沣          | 6        | 2        | 4        | -2   |
| 拉克什亚·森     | 6        | 4        | 2        | +2   |
| 李梓嘉          | 6        | 3        | 3        | 0    |
| 李卓耀          | 6        | 4        | 2        | +2   |
| 渡邊航貴        | 6        | 4        | 2        | +2   |
| 周天成          | 5        | 0        | 5        | -5   |
| 陸光祖          | 5        | 3        | 2        | +1   |
| 喬納坦·克里斯蒂 | 5        | 2        | 3        | -1   |
| 駱建佑          | 5        | 0        | 5        | -5   |

## 外部連結
- 维基共享资源上的相關多媒體資源：奈良岡功大